# Улица Краави
Улица Кра́ави (эст. Kraavi tänav — Ровяная улица) — улица в исторической части Нарвы, от улицы Пимеайа до улицы Вестервалли.

## История
На городском плане 1905 года указана как Ровяная, на планах 1912 и 1927 — как Kraawi или Kraavi (название было переведено на эстонский язык).
С 1952 года улица носила имя О. Кошевого в честь Героя Советского Союза Олега Кошевого (1926—1943).
11 мая 1994 года по решению городских властей было восстановлено название улица Краави.
Современный д. 2 является одним из старейших сохранившихся в старом городе зданий (построен в конце XVIII века, в первой половине XIX века принадлежал коменданту Нарвской крепости барону фон Велио). В 1845 году в этом доме останавливался российский император Николай I. В 1847 году дом был приобретён для Нарвского уездного училища. В 1877 году здание заняла Нарвская мужская гимназия. В 1916 году этот дом был перестроен по проекту архитектора Александра Владовского, в этом виде здание дошло до наших дней.
1 сентября 1884 года на улице, в доме мэра Нарвы Адольфа Гана (на месте современного д. 1), была открыта женская гимназия. Здание гимназии сильно пострадало во время Великой Отечественной войны и было снесено. В 1960 году на этом месте возведено современное здание Нарвской эстонской гимназии.
Улица застраивается новостройками

## Достопримечательности

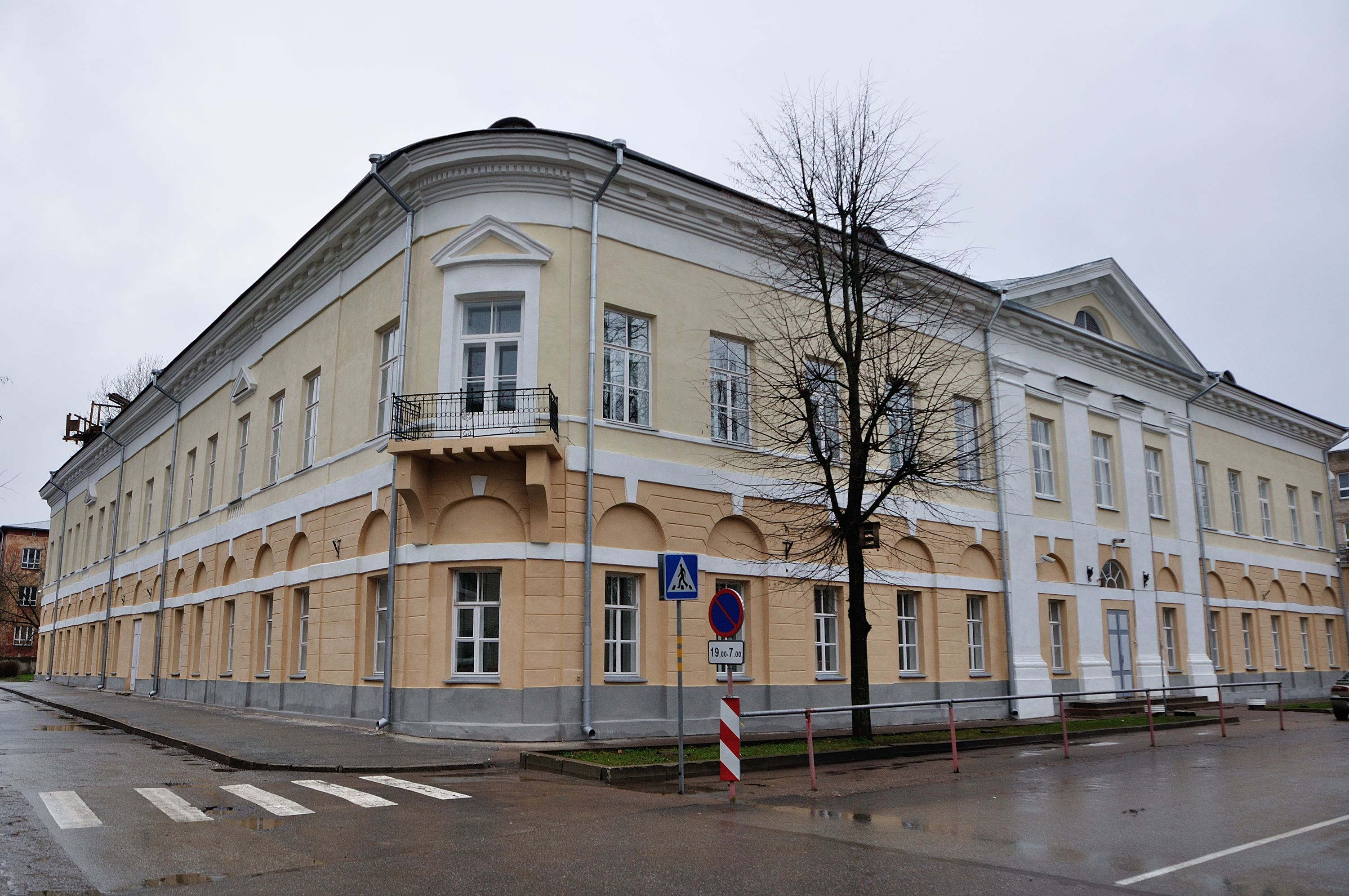
Здание нарвской мужской гимназии

д. 2 — Нарвская государственная школа Ваналинна (бывшая Нарвская мужская гимназия)

## Известные жители

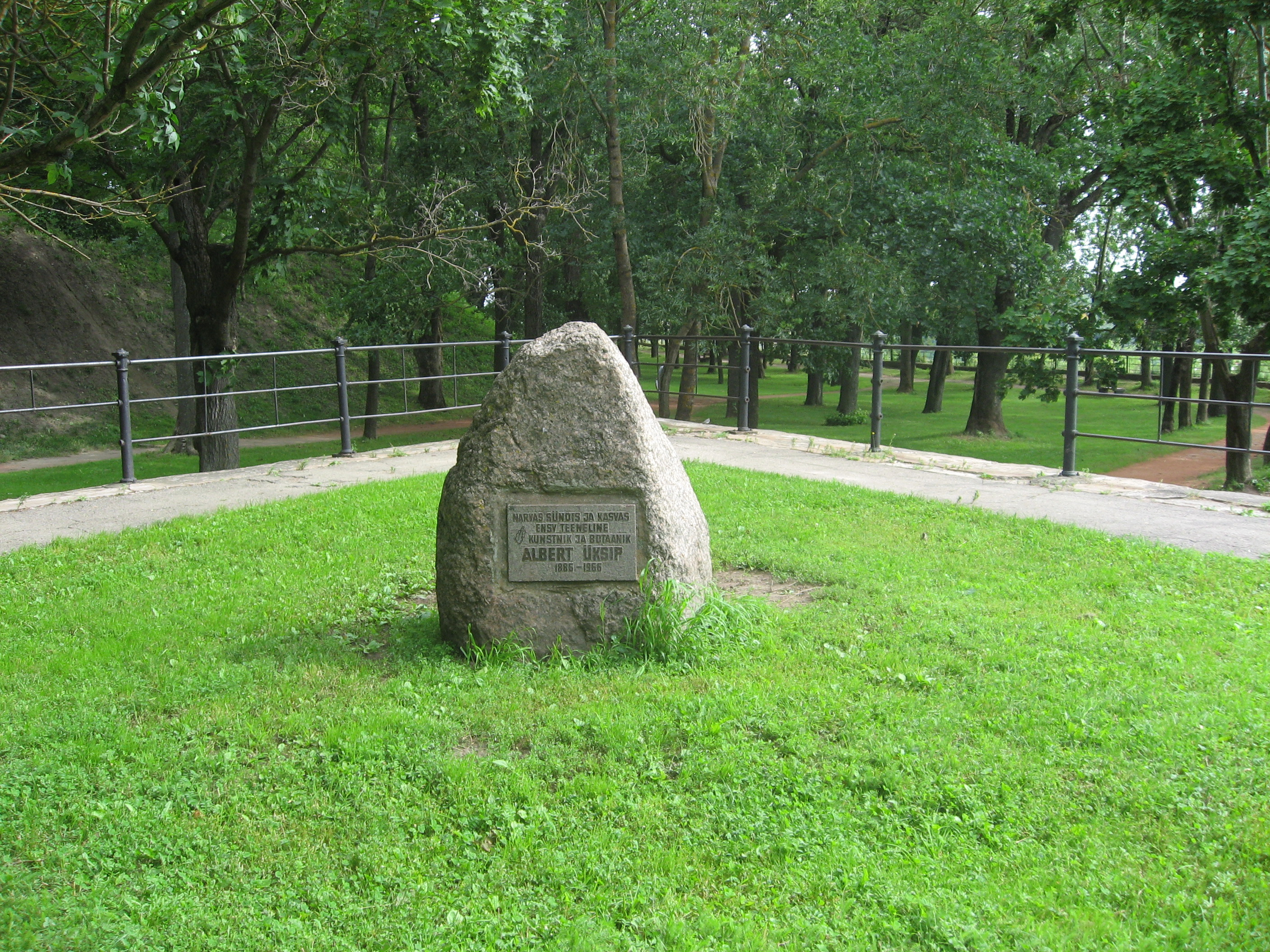
Памятник А. Юксипу

Известный учёный-ботаник, уроженец Нарвы, Альберт Юксип (памятный знак установлен в примыкающем к улице «Тёмном саду»)